# George Cornea (scriitor)
George Cornea, pseudonimul lui Gheorghe I. N. Popa, (n. 1892, Bârlad – d. 1925) a fost un ofițer român, care s-a remarcat ca prozator.

## Biografie
S-a născut la Bârlad în 1892 sau, potrivit Anuarului ofițerilor activi ai Armatei Române pe anul 1923/1924, pe 20 mai 1893. Se cunosc puține date biografice despre el. A fost mobilizat ca soldat pe 30 octombrie 1914, a devenit elev ofițer pe 1 aprilie 1915 și a fost înaintat sublocotenent pe 1 iulie 1916. Era ofițer de carieră și a luat parte la luptele din Primul Război Mondial. A fost avansat locotenent (1 septembrie 1917) și apoi căpitan (1 aprilie 1920).
S-a sinucis în 1925, împușcându-se, din motive necunoscute.

## Opera literară
După război a publicat volumul de povestiri Simfonia morții (1920) și romanul Nebunia lumii (1924), inspirate de experiența primei conflagrații mondiale și relatând experiențe epice asemănătoare cu cele din scrierile lui Gib I. Mihăescu, G. M. Zamfirescu și Hortensia Papadat-Bengescu. Scrierile sale se înrudesc tematic, prin tragismul destinelor, cu Pădurea spânzuraților a lui Liviu Rebreanu. Prozator de factură expresionistă, a avut o trecere meteorică prin lumea literară, fiind puțin remarcat de critică și nefiind evocat nici măcar în memorialistica epocii.
George Cornea l-a abordat odată pe Liviu Rebreanu, rugându-l să-i citească un manuscris, iar după câtva timp celebrul scriitor i-a spus tânărului ofițer că are un material interesant, dar că mai trebuie să exerseze pentru a reuși o operă literară valoroasă. A fost atât de nemulțumit de opinia lui Rebreanu, încât atunci când a apărut romanul Pădurea spânzuraților a minimalizat meritele cărții prin cafenelele bucureștene, ajungând să afirme chiar că Liviu Rebreanu i-ar fi plagiat una din scrieri.
Cele 12 povestiri din volumul Simfonia morții (1920) descriu luptele armatei române de la Turtucaia, Topraisar, Târgu Jiu, Mărăști, Mărășești, Varnița și Dealul Porcului, evocând jertfa ostașilor români. Romanul Nebunia lumii (1924), puțin cunoscut, îl are ca personaj principal pe locotenentul Emil Olaru din trupele de vânători care ia parte la campania din Ungaria din 1919. Autorul realizează pagini descriptive remarcabile ale Pustei Ungurești, exprimându-și dezgustul față de măcelul războiului și prezentând o poveste de dragoste de un „cald romantism” dintre ofițerul Olaru și unguroaica Iulia, fiica bătrânului conte Desjoffy. Acest roman constituie în opinia lui Perpessicius „una din întâile izbânzi” ale literaturii române de război.

## Opera
- Simfonia morții, povestiri, Editura Cartea Românească, București, 1920, 247 p.;
- Nebunia lumii, roman, Editura Institutului de Arte Grafice Poporul, București, 1924, 166 p.